# Берлин, Анисим Александрович
Анисим Александрович Бе́рлин (8 (20) декабря 1896, Дорогобуж, Смоленская губерния — 14 февраля 1961, Москва) — российский и советский скрипач и музыкальный педагог.

## Биография
Окончил Петроградскую консерваторию, ученик Леопольда Ауэра.
В 1914—1916 годах на службе у графа Александра Шереметева (концертмейстер оркестра и первая скрипка квартета Музыкально-исторического общества). В 1917—1921 годах директор музыкальных классов Омского филармонического общества (здесь среди его учеников был юный Юрий Янкелевич).
С 1928 года концертмейстер Симфонического оркестра Московской филармонии, в 1941—1952 годах — Государственного симфонического оркестра СССР. В 1923—1934 годах преподаватель Музыкального училища при Московской консерватории.
Заслуженный артист РСФСР (1934).
Похоронен в родственной могиле на Новом Донском кладбище в Москве.

## Семья
Сын — Альфред Анисимович Берлин (1912—1978), учёный в области химии и технологии полимеров, лауреат Сталинской премии (1949).
Внучка — Наталья Григорьевна Гутман (род. 1942), виолончелистка.